# Bidart
Bidart település Franciaországban, Pyrénées-Atlantiques megyében. Lakosainak száma 7674 fő (2022. január 1.). Bidart Biarritz, Ahetze, Arbonne, Guéthary és Saint-Jean-de-Luz községekkel határos.

## Népesség
A település népességének változása:
| Lakosok száma | 6566 | 6586 | 6729 | 6811 | 6892 | 6975 | 7224 | 7449 | 7674 |
|               | 2013 | 2015 | 2016 | 2017 | 2018 | 2019 | 2020 | 2021 | 2022 |